# Le più belle ninna nanne dedicate ai bambini
Le più belle ninna nanne dedicate ai bambini è un CD contenente canzoni - ninna nanne. Alcune sono canzoni tradizionali, altre sono canzoni dello Zecchino d'Oro. L'anno di pubblicazione è il 2003 e l'editore è Antoniano.

## Tracce
1. Quando è l'ora di fare la nanna
2. Ninna nanna degli animali
3. Ninna mamma
4. Una penna nera sul capello
5. Ninna nanna di Brahms
6. La La Lu
7. Ninna nanna irlandese'
8. Gira! Che un girotondo
9. Nenia di Natale polacca
10. Riposa
11. Ninna nanna di pace
12. Ninna nanna di Mozart